# Friedrich Siegmund Voigt
Friedrich Siegmund (Sigismund) Voigt (Voight) (Gotha, 1º ottobre 1781 – Jena, 10 dicembre 1850) è stato uno zoologo e botanico tedesco.

## Biografia
Insegnò a Jena, dove tradusse Le Règne Animal di Georges Cuvier (1817) e fu direttore dei Giardini Botanici di Jena (dal 1807 al 1850) e del Museo della Zoologia.
Propose una classificazione del regno animale con nove classi, basate sulla struttura del corpo, morbide, articolate e con esoscheletro e quelle che hanno un endoscheletro.

## Pubblicazioni
- 1840. Lehrbuch der Zoologie: Erklärung der 22 Kupfertafeln zu Voigt's Lehrbuch der Zoologie. Volumen 7. Editor Schweizerbart, 8 pp.
- 1850. Geschichte des Pflanzenreichs. Volumen 2. Geschichte des Pflanzenreichs. Editor F. Mauke
- 1835. Lehrbuch der Zoologie. Volumen 1. Naturgeschichte der drei Reiche. Editor E. Schweizerbart, 507 pp.
- 1832. Almanach der Natur. Editor Frommann, 185 pp.
- 1823. System der Natur und Ihre Geschichte. Editor Schmid, 866 pp.
- 1817. Grundzüge einer Naturgeschichte, als Geschichte der Entstehung und weiteren Ausbildung der Naturkörper. Editor H.L. Brönner, 679 pp.
- 1816.  Die Farben der organischen Körper. Editor In der Crökerschen Buchhandlung, 223 pp.
- 1808. System der Botanik. 394 pp.
- 1806. Darstellung des natürlichen Pflanzensystems von Jussieu, nach seinen neuesten Verbesserungen: In Tabellen. Editor Reclam, 28 pp.
- 1803. Handwörterbuch der botanischen Kunstsprache. Editor Bey Wolfgang Stahl, 269 pp.